# 圖利霍洛韋 (利沃夫州)
49°35′52″N 23°38′27″E / 49.59778°N 23.64083°E
圖利霍洛韋（羅馬化：Tulyholove）是烏克蘭的村落，隸屬利沃夫州利維夫區，始建於1524年，面積2.85平方公里，海拔高度268米，2022年人口600，人口密度每平方公里225.96人。